# Ľubotín (przystanek kolejowy)
Ľubotín – stacja kolejowa w miejscowości Ľubotín (słow. Ľubotín), w powiecie Lubowla w kraju preszowskim, na Słowacji.
Na przystanku znajduje się budynek stacyjny (obecnie zamknięty, w dobrym stanie). Peron z płyt betonowych, oświetlony. Brak wiat przystankowych.